# 대변인

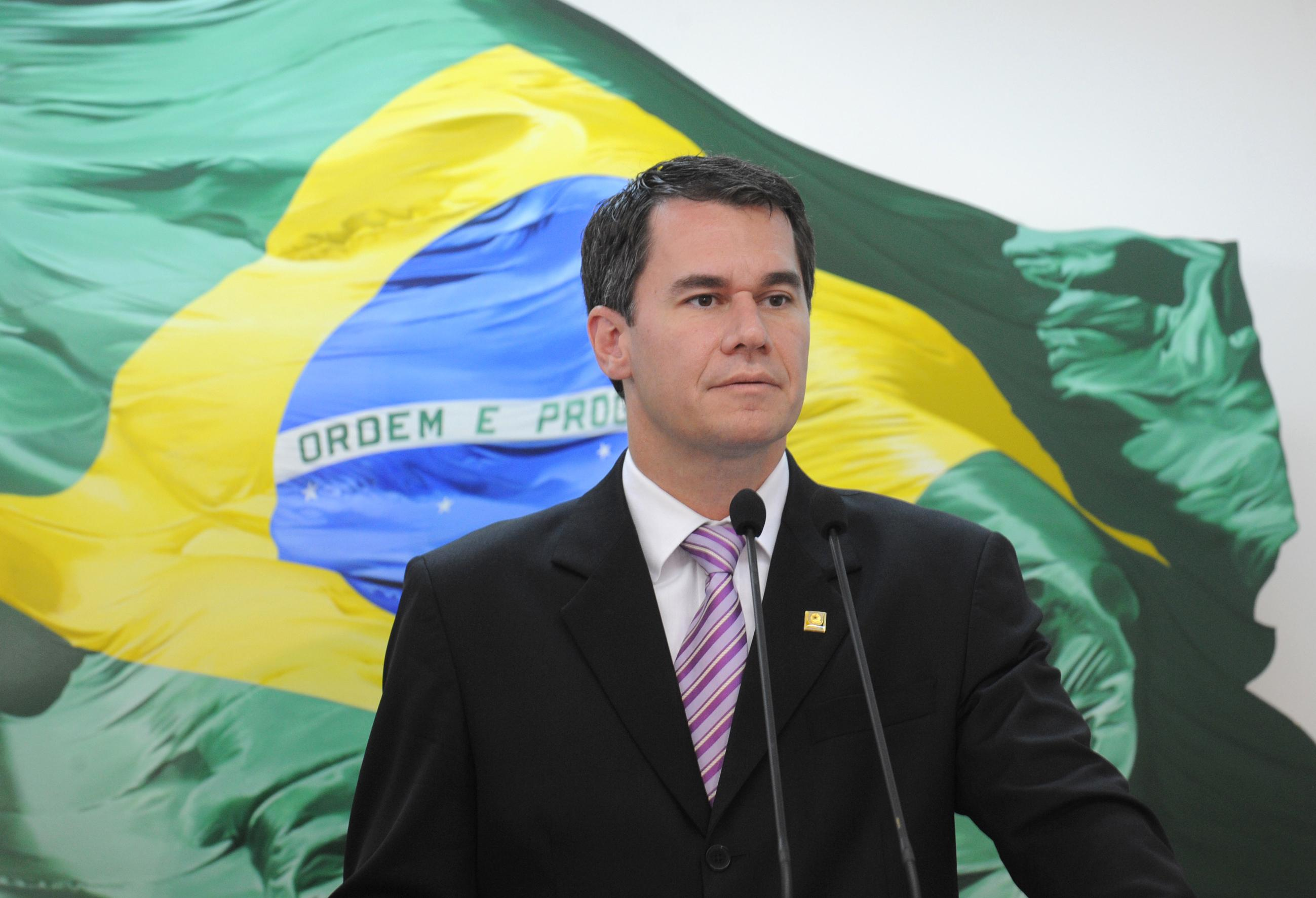

대변인(代辯人, Spokesperson)은 다른 사람을 대변하기 위해 참여하거나 선출한 사람이다. 당국의 공식·비공식의 성명을 발표하거나 혹은 설명하는 사람을 가리키기도 한다.

## 의무 및 기능
오늘날, 미디어에 민감한 세계에서는, 많은 기관들이 언론, 커뮤니케이션, 홍보 및 공공 문제에서 공식적인 교육을 받은 전문가를 고용하여 가장 적절한 방법과 경로를 통해 공적인 발표가 이루어지도록 할 가능성이 점점 더 높아지고 있다. 호의적인 메시지의 영향을 최대화하고 부정적인 메시지의 영향을 최소화한다.

## 책임
개인 증언을 하는 개인과는 달리, 이런 것들이 자신의 의견과 상충되는 경우에도 조직의 입장을 충실히 대변하고 옹호하는 것은 대변인의 일이다. 결과적으로, 대변인들은 일반적으로 경험 많고, 오랜 시간 동안 일하는 직원이나 조직의 목표를 지지하는 것으로 알려진 다른 사람들 중에서 선발된다.